# Hubert van Eyck

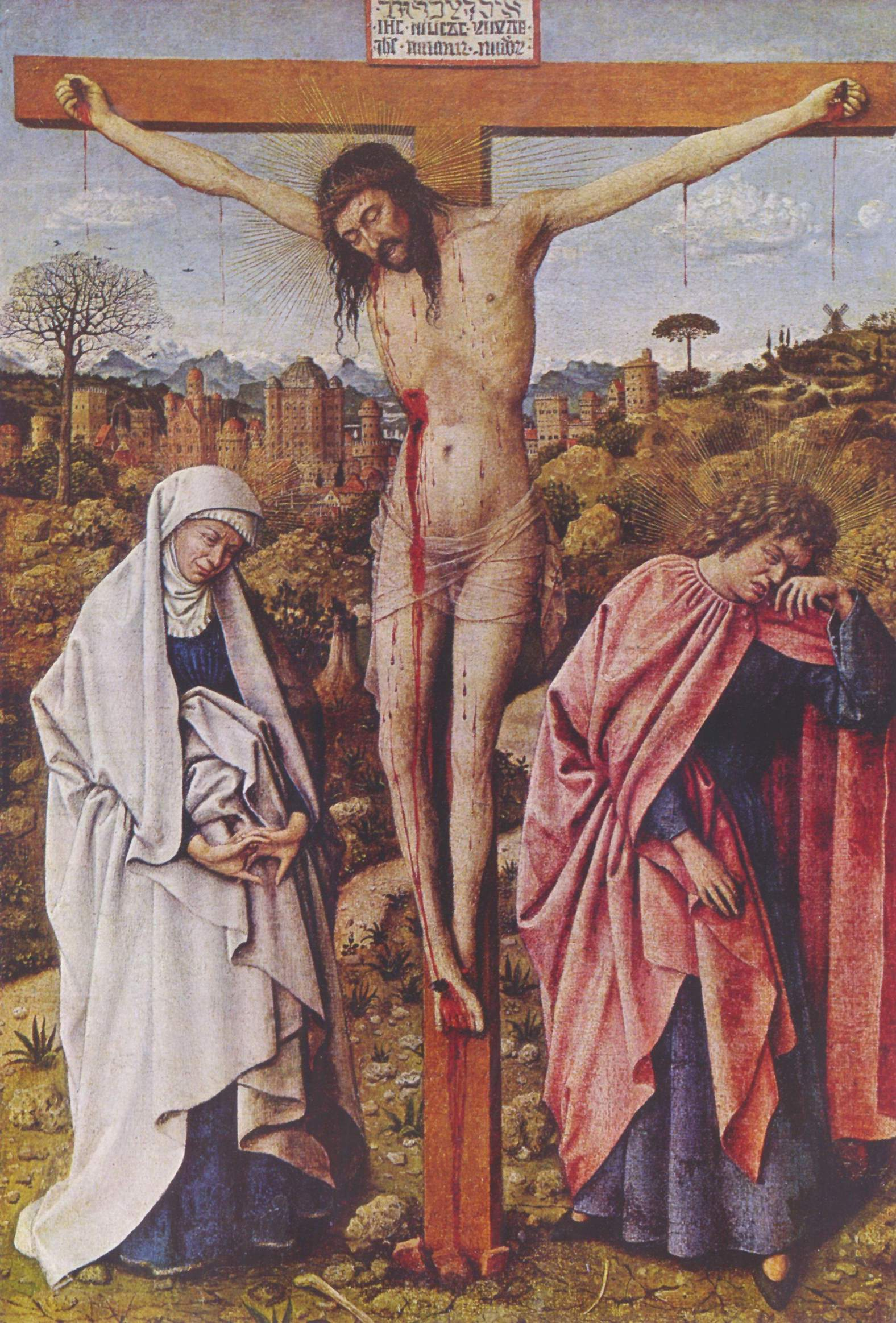
Cristo en la cruz flanqueado por la Virgen María y san Juan, hacia 1430

Hubert van Eyck (Maaseik, hacia 1366-Gante, 18 de septiembre de 1426) fue un pintor flamenco perteneciente al estilo flamenco dentro del periodo gótico, y hermano mayor de Jan van Eyck, además de su preceptor. Aunque se desconoce quién fue el mentor del mayor de los hermanos Van Eyck, hay indicios de que su padre se dedicó también a las artes plásticas, sospechándose pues que pudo influir en la educación pictórica de su hijo. En cualquier caso lo que queda claro es que la familia del pintor holandés estuvo muy vinculada al arte, ya que incluso una hermana de ambos, Margarita van Eyck, se dedicó también a la pintura. De Hubert apenas existen datos biográficos ni artísticos, tal es el grado de desconocimiento que se le ha llegado a llamar personnage de légende.
Nació alrededor de 1366, en Maeseyck (hoy Maaseik, Bélgica), bajo la protección de un convento benedictino, en el que se habían cultivado el arte y las letras desde principios del siglo VIII. 
Después de una larga serie de guerras, en las que el país se volvió inseguro y las escuelas que habían florecido en las ciudades decayeron, marchó a Flandes, y allí se hizo un nombre por primera vez. Fue pintor de la corte del ducado de Borgoña y cliente de uno de los más ricos patricios de Gante. Autores como Van Mander y Vasari atribuyeron a los hermanos Van Eyck haber sido los inventores de la pintura al óleo. Van Mander citaba unas supuestas palabras de Jan van Eyck en las que afirmaría: 

Yo, que fui el primero, junto con mi hermano Hubert, en conseguir que se viese de qué manera los bellos colores se mezclan con el aceite de linaza, he maravillado inmediatamente a Brujas con este descubrimiento que tal vez Apeles no hubiera podido hacer, y que con valiente decisión hemos expandido en seguida por el mundo entero.

Aunque la afirmación no es cierta, los hermanos llevaron la pintura al óleo a su perfección. 
Cuando Hubert murió en septiembre de 1426, fue enterrado en la capilla del altar de la iglesia de Saint-Jean, donde estaba colocada su obra maestra, el Políptico de Gante. De acuerdo con una tradición tan antigua como el siglo XVI, su brazo estaba preservado como una reliquia en un cofre en la puerta de San Bavón de Gante. Además en su lápida se puede leer una placa en la que está escrito un epitafio que hace referencia a un poema flamenco:

Miraos en mí, vosotros que pisáis
Yo era parecido a vosotros; ahora,
Tal como me veis, descanso aquí debajo.
Ni consejos, ni saberes, ni médicos me ayudaron;
Ni el arte ni el honor, ni la sabiduría, ni la riqueza
Prevalecen cuando llega la muerte.
Hubert Van Eyck era mi nombre,
Antaño fui famoso, ahora presa de los versos;
Fui muy elogiado como pintor,
Y pronto sucumbiré en la nada.
En el año del Señor
De mil cuatrocientos veintiséis,
En el mes de septiembre, el dieciocho,
Entregué mi alma a Dios.
Amantes del arte, rogad a Dios por mí
Para que pueda contemplar su rostro.
Huid del pecado, rectificad a tiempo,
Pues sufriréis también mi destino.

En su vida tuvo una gran actividad y sorprendentes éxitos, oscurecidos hoy en día en cierto modo ya que salvo la obra maestra del Políptico de Gante no se conserva ninguna otra obra suya documentada, aunque se le atribuyen varias como por ejemplo las Horas de Milán-Turín. Enseñó los fundamentos del arte a su hermano, quien, con el tiempo le superó en fama.

## Políptico de Gante
Su principal obra, el políptico de la Adoración del Cordero Místico, es una de las más nobles creaciones de la escuela flamenca, estando actualmente en la Catedral de San Bavón de Gante. Esta magna obra es fruto de la colaboración de Hubert con su hermano Jan van Eyck, discutiéndose qué partes corresponden a cada hermano, sin embargo, este hecho solo lo atestigua un mensaje grabado en el marco de la composición:

Pictor Hubertos e Eyck·maior quo nemo repertus
incepit·pondus·que Johannes arte secundus
Frater perfunctus·Judoci Vijd prece fretus·
Versus sexta mai·vos collocat acta tueri

"El pintor Hubert van Eyck, mayor del cual no hay nadie, comenzó esta obra y Jan, su hermano, segundo en arte, habiendo terminado la tarea a expensas de Judocus Vyd, os invita mediante este verso, el 6 de mayo, a contemplar lo que se ha hecho"

Estos versos además son contrastados con multitud de fuentes en las que se atestigua la parcial autoría del primogénito de los van Eyck.
La obra es casi única como ilustración de la vivencia de la religión en la sociedad de la época. Existe una composición parecida, La Fuente de la Gracia en el Museo del Prado, asignada al taller de los van Eyck. 
El políptico de Gante representa, en numerosos paneles, la historia de la Redención de la humanidad por Cristo Salvador, a quien se representa en la parte superior de la obra en su asiento, como Juez, con la Virgen y san Juan Bautista a ambos lados, flanqueados por Adán, en el extremo izquierdo; cabizbajo por la vergüenza, y Eva, símbolo de la humanidad pecadora. En la parte inferior, sacado del Apocalipsis de San Juan, el Cordero derramando su sangre en presencia de los ángeles, apóstoles, profetas, mártires, caballeros y ermitaños, sobre un amplio paisaje. En los lados exteriores de los paneles aparecen la Virgen y el ángel de la Anunciación, las sibilas y profetas que anunciaron la llegada del Señor, y los donantes en oración a los pies del Bautista y el Evangelista. En el resto de tablas se hallan representados el duque de Borgoña y los hermanos van Eyck a caballo acompañándole, observando la escena central. 

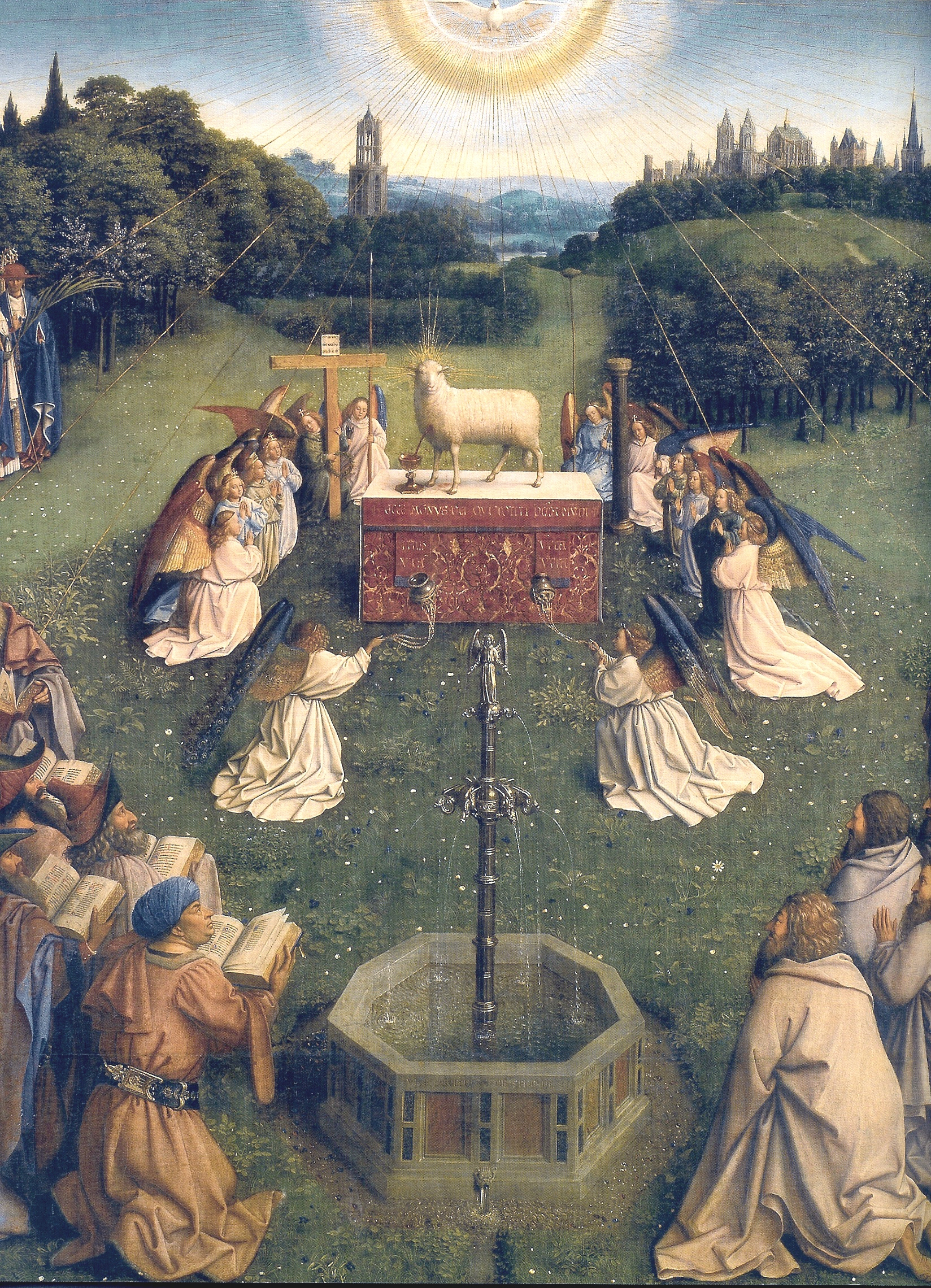
Detalle de la Adoración del Cordero Místico, pintado 1432.

El retablo fue efectuado por ambos hermanos conjuntamente, como Jan van Eyck reconoció y sus contemporáneos sabían perfectamente, y tal hecho eran igualmente conocido por el duque de Borgoña o los jefes de la corporación de Brujas, quienes visitaron la casa del pintor en una visita de estado en 1432, y los miembros de la cámara de retórica en Gante, que reprodujeron el Agnus Dei como una escena viva en 1456. No obstante, generaciones posteriores atribuyeron el políptico en exclusiva a Jan, principalmente porque el protagonismo del mismo lo posee la imagen del Cordero Místico, realizada exclusivamente por el menor de los hermanos.
Su representación de Cristo como juez, entre la Virgen y San Juan, muestra una representación realista, combinada con un fino dibujo y un colorido exquisito, y la unión feliz de severidad y simplicidad con el más hondo sentimiento religioso. En contraste con producciones precedentes de la escuela flamenca, muestra una singular hondura de tono y gran riqueza de detalle. Todo ello es posible gracias a la nueva técnica pictórica, el óleo, del que Hubert compartió la invención con su hermano, pero del que ningún otro pintor rival tenía entonces el secreto. El uso del aceite como aglutinante es la aportación del estilo flamenco a la pintura gótica, pronto se difundió entre los gremios de las ciudades vecinas, pero no fue revelado a los italianos hasta casi el final del siglo XV.